# Esprocarb
Esprocarb ist ein Pflanzenschutzwirkstoff aus der Gruppe der Herbizide, der zur Bekämpfung von Unkräutern eingesetzt wird.

## Eigenschaften
Der Wirkstoff Esprocarb findet hauptsächlich bei dem Anbau von Reis seine Anwendung.

## Synthese
Die Synthese von Esprocarb ist in der folgenden Reaktionssequenz dargestellt:

## Handelsname
Ein Pflanzenschutzmittel mit dem Wirkstoff Esprocarb wird unter dem Handelsnamen Fujigrass (J) vermarktet.

## Zulassung
In Deutschland und der EU sind keine Pflanzenschutzmittel zugelassen, die diesen Wirkstoff enthalten.